# Valère van Sweevelt
Valere van Sweevelt (Kuringen, 15 de abril de 1947) fue un ciclista belga, que fue profesional entre 1968 y 1973. Su principal victoria fue la Lieja-Bastogne-Lieja de 1968. Su hermano Ronny también fue ciclista profesional.

## Palmarés
1967
- Wavre-Lieja

1968
- Lieja-Bastogne-Lieja
- 2 etapas de la París-Niza
- 1 etapa del Tour de Romandía

## Resultados en grandes vueltas ciclistas y Campeonatos del Mundo de Ciclismo en Ruta
| Carrera         | 1968 | 1969 | 1970 | 1971 | 1972 | 1973 |
| --------------- | ---- | ---- | ---- | ---- | ---- | ---- |
| Giro de Italia  | -    | -    | -    | -    | -    | -    |
| Tour de Francia | -    | -    | -    | -    | -    | -    |
| Vuelta a España | -    | -    | -    | -    | Ab.  | -    |
| Mundial en Ruta | Ab.  | -    | -    | -    | -    | -    |